# Vitis balansaeana
Vitis balansaeana är en vinväxtart som beskrevs av Jules Émile Planchon. Vitis balansaeana ingår i släktet vinsläktet, och familjen vinväxter.

## Underarter
Arten delas in i följande underarter:
- V. b. ficifolioides
- V. b. tomentosa